# アウグスチン・マラー

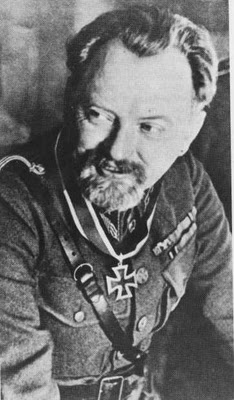
アウグスチン・マラー

アウグスチン・マラー (Augustín Malár, 1894年7月18日 - 1945年) は、スロバキアの軍人。中将。ドイツのチェコ併合後はスロバキア軍に入隊しドイツ軍と協力したが、スロバキア民衆蜂起に参加し処刑された。

## 概要
オーストリアのレイテルイ出身。プラハの高等軍事学校を卒業し、チェコスロバキア軍に勤務。1936年、参謀本部の中佐。1937年～1938年、ルーマニア軍に研修。
1938年、スロバキア独立国建国後、大佐の階級でスロバキア軍に入隊。1938年～1939年、チェコスロバキア非武装化委員会委員。1939年～1941年、スロバキア各地の軍事委員。1941年～1942年、「レズシュ」師団を指揮。独ソ戦勃発後、戦車大隊長として東部戦線に送られる。1942年からスロバキア軍で最も訓練された部隊であるスロバキア自動車化師団の長となり、軍内で人気を得た。同年1月23日、騎士鉄十字章を受章。1942年～1944年、駐ローマ、ブダペスト、ベルリン駐在武官。1944年5月から第1スロバキア軍団長。
その後、ドイツとの協力拡大に反対し、1944年、スロバキア民衆蜂起に合流。蜂起鎮圧後、ゲシュタポにより逮捕され、ザクセンハウゼン強制収容所に収容。処刑。